# Lean construction
Lean construction (pol. szczupłe budowanie) – połączenie badań nad zarządzaniem operacjami i rozwoju praktycznego doświadczenia w zakresie projektowania i budowy z zastosowaniem zasad i praktyk szczupłej produkcji w całym procesie projektowania i budowy. W przeciwieństwie do operacji produkcyjnych, budowa jest procesem produkcyjnym opartym na projekcie, w którym produkt końcowy nie jest ostatecznie określony w momencie przystępowania do przedsięwzięcia. Szczupłe budowanie zajmuje się zrównoważeniem i holistycznym dążeniem do równoczesnych i ciągłych ulepszeń we wszystkich wymiarach środowiska zbudowanego i naturalnego: w trakcie projektowania, budowy, uruchomienia, utrzymania i konserwacji, odzysku i recyklingu (Abdelhamid 2007, Abdelhamid i in. 2008). Takie podejście stara się zarządzać i ulepszać procesy budowlane przy minimalnych kosztach i dodawaniu maksymalnej wartości, biorąc pod uwagę potrzeby klienta.
Pojęcie powiązane z koncepcją szczupłej produkcji i szczupłego zarządzania.